# If We Make It Through December (canción)
«If We Make It Through December» es una canción compuesta e interpretada por Merle Haggard and the Strangers. Fue publicado en octubre de 1973 como sencillo principal del álbum Merle Haggard's Christmas Present, y fue la canción que da nombre a su álbum de 1974.

## Recepción de la crítica
Un escritor no especificado de la revista Billboard declaró: «Otro cambio de ritmo de Haggard, que sigue sorprendiendo con sus diversos estilos y le va muy bien en todos. Es un artista completo».

## Lista de canciones
Todas las canciones escritas y compuestas por Merle Haggard.
1. «If We Make It Through December» – 2:41
2. «Bobby Wants a Puppy Dog for Christmas» – 2:11

## Posicionamiento

### Gráfica semanal
| Gráfica (1973–74)                                   | Pico de posición |
| --------------------------------------------------- | ---------------- |
| Canadá (RPM Country Playlist)                       | 1                |
| Estados Unidos (Record World Singles Chart)         | 27               |
| Estados Unidos (Record World Country Singles Chart) | 1                |

### Gráfica de fin de año
| Gráfica (1974)                                 | Pico de posición |
| ---------------------------------------------- | ---------------- |
| Estados Unidos (Billboard Hot Country Singles) | 2                |
| Estados Unidos (Cash Box Country Top 75)       | 13               |